# Tumebamba
Tumebamba o Tomebamba era una città-Stato della federazione inca, abitata dal gruppo etnico dei Cañari. Nota anche come "seconda Cuzco" (la capitale inca) a causa dell'elevato standard della sua architettura, fu consegnata ad Atahualpa quando l'impero inca venne diviso nel 1527.  
Il suo destino fu deciso quando i capi tribali Canari scelsero di seguire Huáscar nel 1531 (Guerra civile Inca) tradendo Atahualpa. Alla fine del 1531 o all'inizio del 1532 Atahualpa ed i suoi generali si vendicarono, obbligando la città ad arrendersi e distruggendola.   
Sul luogo dove si trovava Tumebamba, in seguito nacque la città di Cuenca (Ecuador).